# اچ‌ام‌اس سوخه (۱۸۶۲)
اچ‌ام‌اس سوخه (۱۸۶۲) (به انگلیسی: HMS Psyche (1862)) یک کشتی بود که طول آن ۲۲۰ فوت (۶۷ متر) بود. این کشتی در سال ۱۸۶۱ ساخته شد.